# Hypselosaurus priscus
Hypselosaurus priscus es la única especie conocida del género dudoso Hypselosaurus ("lagarto alto") de dinosaurio saurópodo titanosauriano, que vivió a finales del período Cretácico, hace aproximadamente 70 millones de años, en el Maastrichtiense, en lo que hoy es  Europa.

## Descripción
Se propuso que elHypselosaurus tuviera una longitud de 15 metros, cuando se consideraba un cocodrilo, lo que lo habría convertido en uno de los más grandes del grupo. Sin embargo, una estimación moderna como titanosaurio ha puesto a Hypselosaurus en alrededor de 12 metros, con una estimación de peso muy aproximado de 7,3 a 14,5 toneladas. Uno de los titanosaurios más pequeños, Neuquensaurus , mide solo 7,5 metros de largo.

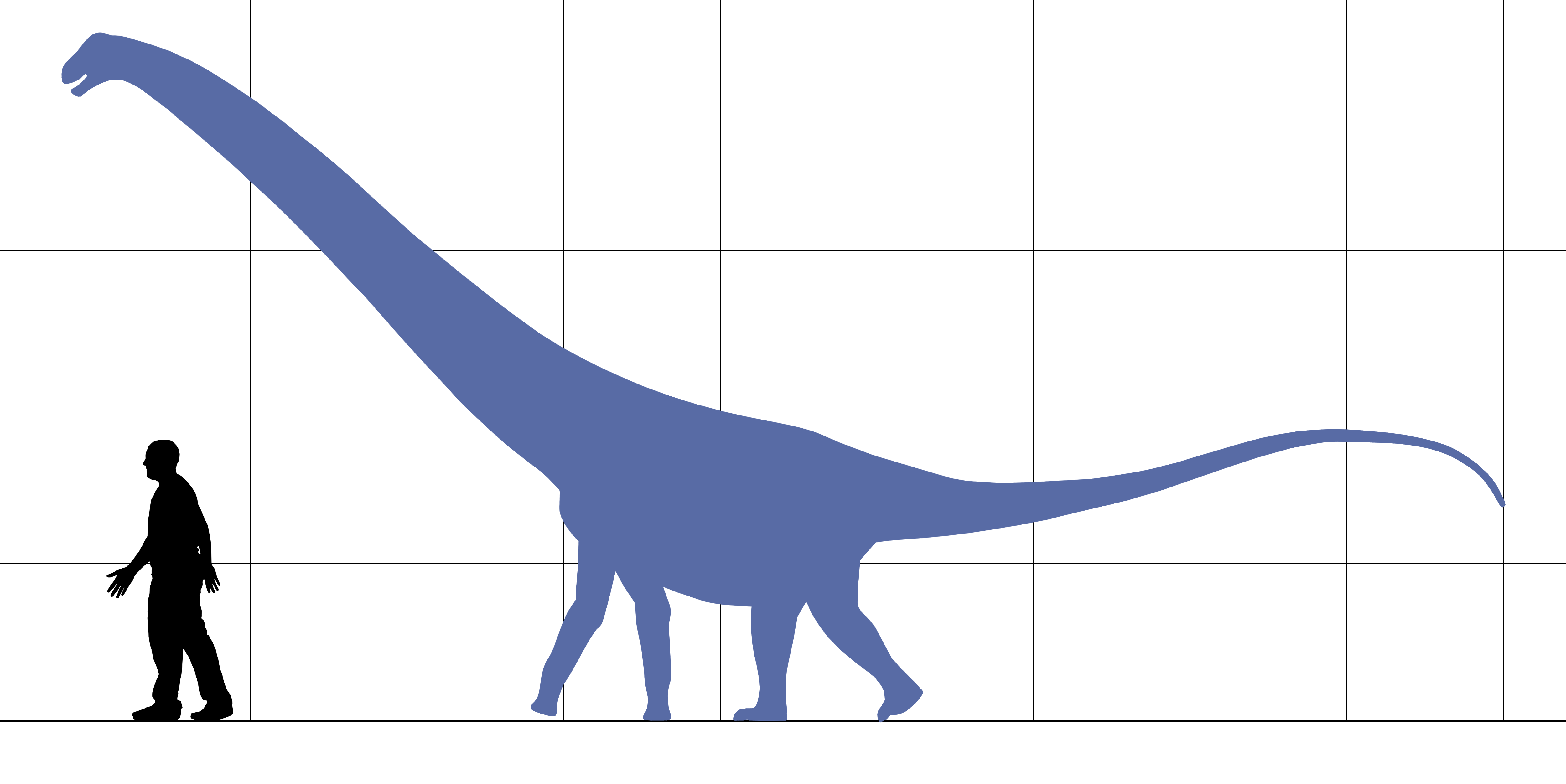
Diagrama de escala

El fémur izquierdo de Hypselosaurus, con una longitud de 80 centímetros, está bastante erosionado, y tanto la cabeza femoral como los cóndilos distales están erosionados y distorsionados por el sedimento. El fémur es ligeramente sinuoso y se estrecha antero-posteriormente, convirtiéndose en un óvalo subcuadrangular de 17 centímetros de ancho y solo 7 centímetros de largo. El eje interno es bastante esponjoso, aunque el hueso interno está solo ligeramente unido, y el fémur claramente carece de un canal medular. Como fósil, la tibia izquierda esta en gran parte incompleta, con sólo una pequeña sección del eje, justo proximal a los cóndilos distales, conocidos. Al igual que el fémur, no hay canal medular presente, y el hueso esponjoso interno es asimétricamente denso. Se pueden identificar algunas otras características, entre ellas las dimensiones y la sección transversal del hueso. La tibia tiene una sección transversal ovoide, con un diámetro anterior de 11 centímetros de largo y 5.5 centímetros de ancho. El peroné, de 55 centímetros de longitud, se corresponde bien con el tamaño del fémur y la tibia. El peroné es aproximadamente un triángulo equilátero en sección transversal, con la cara interna ligeramente cóncava y la cara externa convexa. La superficie más plana del peroné es de 18 centímetros de ancho, y la cresta opuesta sobresale 7 centímetros de esta.
Se preservaron dos vértebras caudales, aunque habría habido un número mucho mayor en la cola. Ambos huesos son casi idénticos en todas las características, pero la parte anterior tiene dimensiones ligeramente más grandes. Las vértebras no se comprimen lateralmente , sino que se comprimen verticalmente a un ancho de 11 centímetros y una altura de 7 centímetros en la vértebra posterior. Ambas vértebras son procólelas , con la cara articular anterior cóncava y la cara posterior convexa. La vértebra más grande mide 12 centímetros En su parte más ancha, pero se estrecha hacia la mitad de su longitud hasta que solo tiene 8 centímetros De ancho. Ambas vértebras conservan las cigapofisis, procesos articulares que conectan las vértebras consecutivas. Las vértebras son en general muy similares a las de Pelorosaurus.

## Historia

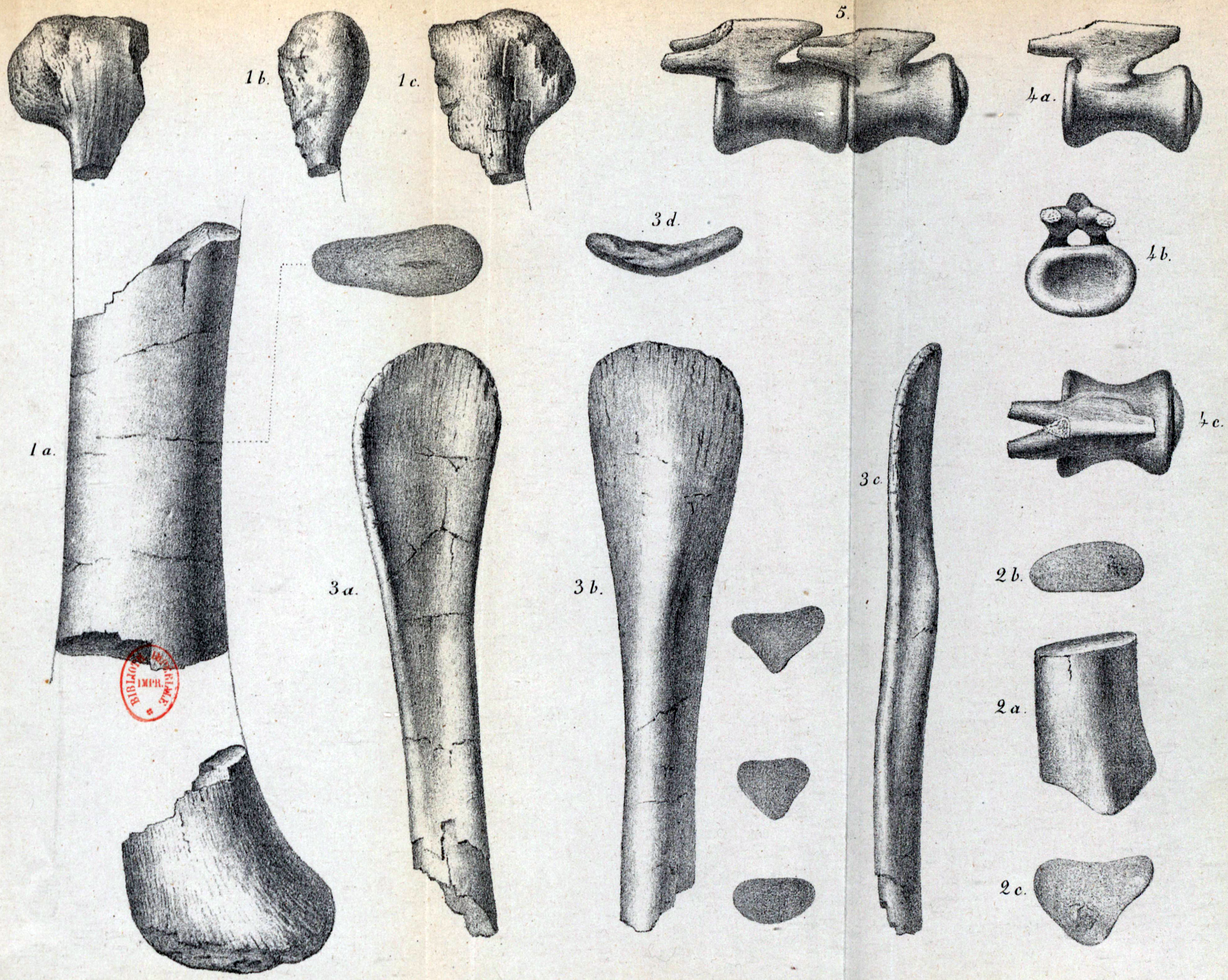
Material de holotipo que incluye fémur, tibia, peroné y vértebras

En 1846, Pierre Philippe Émile Matheron, un geólogo y paleontólogo francés, describió varios huesos grandes de Provenza, Francia. En la primavera de 1869, Matheron describió formalmente estos restos, incluido un fémur parcial, un peroné y una posible tibia y un par de vértebras caudales asociadas , como el espécimen holotipo de un nuevo taxón, Hypselosaurus priscus. Su nombre significa "lagarto más alto", del griego ὑψηλός que significa "alto" y σαυρος que significa "lagarto". Entre los huesos, las porciones del eje del fémur no se conservan, junto con la mayoría de la tibia, mientras que tanto el peroné como las vértebras se conservan por completo. El espécimen holotipo incluye un miembro posterior parcial y un par de vértebras caudales y se encontraron dos fragmentos de cáscara de huevo junto a estos huesos. Debido a la proximidad de estas cáscaras a los restos fósiles, muchos autores posteriores, incluidos Matheron y Paul Gervais, han asignado varios huevos de la misma región de Francia a Hypselosaurus , aunque la variación y las diferencias entre estos huevos sugieren que no todos pertenecen al mismo taxón. La capa de la que provienen los fósiles es probablemente de finales del Cretácico tardío, específicamente hace 70 millones de años.
Desde su descripción original, varios especímenes han sido referidos a Hypselosaurus. Uno de estos, originalmente descrito en 1957 por Albert de Lapparent , incluye una vértebra caudal, así como otra vértebra descrita en 1960 por Bataller. Además del esqueleto holotipo, Matheron describió dos fragmentos de un fósil esférico o elipsoide en 1869. Estos fragmentos fueron estudiados durante algún tiempo por Matheron y sus paleontólogos franceses contemporáneos, y la única conclusión probable fue que eran fragmentos de cáscaras de huevo. Se propuso que los huevos eran significativamente más grandes que los de Aepyornis cuando estaban completos, y Matheron sugirió que eran un huevo de ave muy grande o que pertenecían a Hypselosaurus.

## Clasificación
Cuando fue nombrado originalmente, Matheron propuso que Hypselosaurus era un cocodrilo acuático, como fue suguerido para taxones similares como Pelorosaurus , Cetiosaurus , Streptospondylus y Steneosaurus por sus autores en esa época. Matheron notó que los huesos largos, particularmente el fémur, carecían de hueso medula , y por lo tanto propusieron que no podría haber sido terrestre como el Iguanodon. En 1993, una revisión de los saurópodos europeos declaró que Hypselosaurus era un dudoso y que su holotipo no podía distinguirse de forma verificable de otros saurópodos en la misma región, y en muchas otras. Con base en esto, el material que fue referido al Hypselosaurus por varios otros autores tendría que ser considerado como un titanosaurio indeterminado.

## Paleobiología

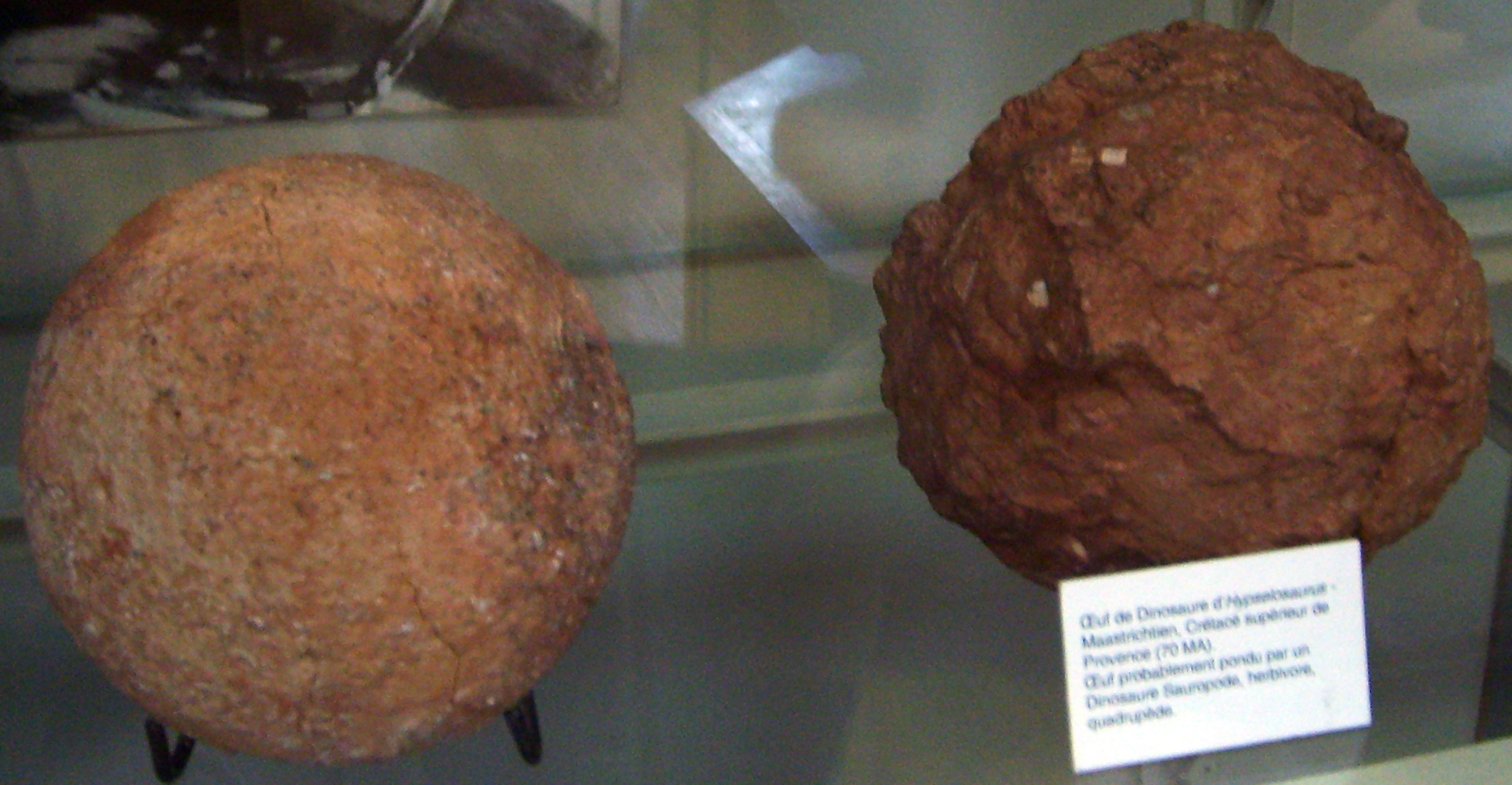
Huevos referidos

Los huevos atribuidos a Hypselosaurus por Matheron y Paul Gervais se han encontrado en Francia desde 1846 y fueron los primeros huevos de dinosaurio que se descubrieron en realidad, aunque no fueron reconocidos como dinosaurios durante varias décadas. Los huevos son inusualmente grandes, miden alrededor de 1 p30 centímetros de diámetro. Los estudios de determinación de la edad realizados sobre los restos fosilizados no han sido concluyentes, con resultados que van desde unas pocas décadas hasta varios cientos de años. Los huevos con cáscaras anormalmente delgadas se han atribuido a Hypselosaurus priscus. Algunos expertos han especulado que esta fue la causa de la extinción de la especie, con los cambios de vegetación, el cambio climático y el hacinamiento como el ímpetu original para el adelgazamiento de la cáscara. Sin embargo, existen explicaciones alternativas para que la cáscara delgada no dependa de una patología. Investigadores posteriores encontraron evidencia de que los huevos en cuestión eclosionaron con éxito. Algunos investigadores postularon que las cáscaras de huevo más delgadas asignados a Hypselosaurus priscus provienen de diferentes taxones que las cáscaras más gruesas, y los investigadores posteriores han apoyado esta idea. Otra posible explicación para la variación en el grosor de la cáscara de huevo es que los huevos más delgados fueron colocados por individuos más jóvenes que los huevos de cáscara más gruesos puestos por los más viejos. fue una consecuencia de las variaciones naturales del grosor de la cáscara de huevo dentro de una sola especie.

## Paleoecología
Hypselosaurus se ha encontrado solo en la formación Grès à Reptiles, en la región de Provenza, en el sur de Francia. Esta formación, que data de los primeros años de Maastrichtiense, aproximadamente 70 millones de años, ha proporcionado fósiles de varios grupos diferentes de dinosaurios. Los terópodos Variraptor y Pyroraptor, ambos considerados dentro de la familia Dromaeosauridae, se han encontrado en la formación Grés á Reptiles, además del nodosáurido Rhodanosaurus, un género dudoso, un fragmento de hueso potencialmente perteneciente a Abelisauridae ; y el rabdodóntido Rhabdodon. Aunque el material entre Variraptor y Pyroraptor no se puede comparar y de hecho pueden pertenecer al mismo taxón, hay al menos dos dromarosauridos separados presentes en la formación. Además, se describió un nuevo titanosaurio, Atsinganosaurus , a partir de la formación, basado en varias vértebras dorsales. También hay crocodilianos indeterminados conocidos de los mismos estratos que el Hypselosaurus , aunque solo están representados por fragmentos sin nombre.